# Tsentralny rajon (Mahilioŭ)
Tsentralny rajon (belarusiska: Цэнтральны раён) var en rajon i först Belarusiska SSR, Sovjetunionen och senare Belarus mellan 1979 och 2003. Det ersattes av Mahiljoŭs voblast.